# Champagney (Jura)
Champagney település Franciaországban, Jura megyében. Lakosainak száma 460 fő (2022. január 1.). Champagney Cléry, Perrigny-sur-l'Ognon, Soissons-sur-Nacey, Vielverge, Dammartin-Marpain, Montmirey-le-Château, Mutigney és Pointre községekkel határos.

## Népesség
A település népességének változása:
| Lakosok száma | 240  | 205  | 203  | 305  | 444  | 479  | 480  | 469  | 465  | 460  |
|               | 1968 | 1982 | 1990 | 2006 | 2012 | 2015 | 2017 | 2019 | 2020 | 2022 |